# هونغ مان تشوي
هونغ مان تشوي (بالكورية: 최홍만؛ مواليد 30 أكتوبر 1980) هو مُقاتل فنون قتالية مختلطة كوري جنوبي سابق.

## وصلات خارجية
- هونغ مان تشوي على موقع شيردوغ (الإنجليزية)
- هونغ مان تشوي على موقع Tapology.com (الإنجليزية)
- هونغ مان تشوي على موقع قاعدة بيانات المصارعة على الإنترنت (الإنجليزية)
- هونغ مان تشوي على موقع IMDb (الإنجليزية)
- هونغ مان تشوي على موقع أول موفي (الإنجليزية)
- هونغ مان تشوي على موقع قاعدة بيانات الفيلم (الإنجليزية)
- هونغ مان تشوي على موقع كينوبويسك (الروسية)